# بيل ماس
بيل ماس (بالإنجليزية: Bill Maas)‏ هو لاعب كرة قدم أمريكية أمريكي، ولد في 2 مارس 1962 في بلدة نيوتاون ‏ في الولايات المتحدة.

## وصلات خارجية
- بيل ماس على موقع مرجع كرة القدم المحترفة.كوم (الإنجليزية)